# ESO 325-4
ESO 325-4 (również 2MASX J13433318-3810336) – ogromna galaktyka eliptyczna, znajdująca się w konstelacji Centaura w odległości około 450 milionów lat świetlnych od Ziemi. Galaktyka ta zawiera gromady kuliste połączone grawitacyjnie, składające się z setek tysięcy gwiazd. Jej masa jest rzędu 100 miliardów mas Słońca. ESO 325-4 należy do gromady galaktyk Abell S0740.